# Przemysław Karnowski
Przemysław Marcin Karnowski (Bydgoszcz, 8 novembre 1993) è un cestista polacco.

## Carriera
Di ruolo centro, ha giocato nel BC Andorra e nella Nazionale polacca. Ha disputato una stagione in Polska Liga Koszykówki con il Siarka Tarnobrzeg e ha frequentato Gonzaga University.
Con la Polonia ha disputato tre edizioni dei Campionati europei (2013, 2015, 2017).

## Palmarès

### Squadra
- Supercoppa polacca: 1

Pierniki Toruń: 2018

### Individuale
- Kareem Abdul-Jabbar Award (2017)